# Matt McKnight
Matt McKnight (Kanada, Alberta, Halkirk, 1984. június 14. –) profi jégkorongozó.

## Karrier
Komolyabb junior karrierjét az AJHL-es Camrose Kodiaksban kezdte 2002-ben. 2004-ig volt a csapat tagja. A 2004-es NHL-drafton a Dallas Stars választotta ki a kilencedik kör 280. helyén. A draft után felvételt nyert a University of Minnesota-Duluthra Minnesotába. 2008-ig volt az egyetemi csapat tagja ezután befejezte egyetemi tanulmányait. Legjobb éve a második volt: 40 mérkőzésen 25 pontot szerzett. Az egyetem után az ECHL-ben kezdett játszani 2008-ban. Első csapata a Las Vegas Wranglers volt de négy mérkőzés után átkerült az Idaho Steelheadsbe. Az első szezonja volt a legjobb eddig ebben a csapatban: 62 mérkőzésen 33 pontot szerzett. 2009–2010-ben is ebben a csapatban játszott de csak 48 mérkőzésen. A 2010–2011-es évben is Idahóban szerepelt. 2011-ben elhagyta Amerikát és az európai német másodosztályba, a Lausitzer Foxes-ba igazolt.

## Külső hivatkozások
- Statisztika